# Pottendorf
Pottendorf este o comună în districtul Baden, Austria Inferioară, Austria.

## Populație
- An / Populație
- 1971 / 5127
- 1981 / 5328
- 1991 / 5482
- 2001 / 5930
- 2011 / 6354

## Legături externe
- http://www.pottendorf.gv.at Site-ul oficial

## Vezi și
- Nicolaus Zinzendorf

1. ↑  Dauersiedlungsraum der Gemeinden Politischen Bezirke und Bundesländer - Gebietsstand 1.1.2018 (în germană), Statistica Austriei, accesat în 10 martie 2019
2. ↑   https://raw.githubusercontent.com/bresu/oe_gemeinden/a41434c7941c8902852ad6849e48a78cf475a80c/gemeinden_CSV.csv Lipsește sau este vid: |title= (ajutor)